# František Slunečko
František Slunečko (2. října 1886 Mladá Vožice – 10. prosince 1963 Praha) byl český generál, legionář 1. sv. války, člen Obrany národa, vedoucí ilegální voj. skupiny Alex a vojenský velitel Čech při Pražském povstání 1945.

## Mládí
František Slunečko absolvoval reálné gymnázium v Českých Budějovicích v roce 1905, strojní inženýrství na České vysoké škole technické (1909). Základní vojenskou službu vykonal od 1. října 1910 v Sankt Pöltenu (Svatý Hypolit) v Rakousku a absolvoval jednoroční vojenskou školu v Linci, do civilu odešel v hodnosti šikovatele. V roce 1912 absolvoval voj. cvičení jako velitel čety a pak pracoval v Čechách u státní pošty.

## Život v uniformě
Po mobilizaci (částečné 26. července a všeobecné 31. července 1914) byl 3. srpna 1914 povolán do rakousko-uherské armády s níž v říjnu odjel na ruskou frontu. 21. prosince 1914 padl do ruského zajetí. V táboře v Pokrově (Vladimírská gubernie) se angažoval v zajatecké samosprávě a v červenci 1916 dobrovolně vstoupil do srbské armády v níž se stal velitelem čety srbské dobrovolnické divize. V prosinci 1916 byl zařazen k důstojnické skupině generála J. Červinky a 12. června 1917 se stal velitelem roty 8.čs. střeleckého pluku. Po kratší škole zákopové války v Jassách a kurzu při štábech útvarů na rumunské frontě byl Slunečko 29. srpna 1918 jmenován kapitánem a velitelem praporu.
Do vlasti, již ČSR se vrátil v létě 1920 v hodnosti majora a v čs.armádě se stal zástupcem velitele 8. pěšího pluku (od 17. listopadu 1922 jeho velitelem). Po absolvování kurzů pro vyšší velitele (v letech 1924–1928) byl začátkem roku 1929 ustanoven velitelem 16. pěší brigády v Místku a v létě povýšen do první generálské hodnosti. V roce 1930 se stal zástupcem velitele Zemského vojenského velitelství v Košicích. Později byl jmenován postupně velitelem brigády ve Znojmě, zástupcem velitele divize v Brně a velitelem II.skupiny (současně přemístěn k 3. sboru). Poslední funkci zastával i během mobilizace v září 1938.

## V protiněmeckém odboji
Po březnové okupaci (1939) několik generálů a vyšších důstojníků československé armády založilo ilegální vojenskou odbojovou organizaci Obrana národa (ON) s cílem seskupit vojenské a národní sily k povstání proti německé okupaci. On sám se v ní stal oblastním vojenským velitelem oblasti Morava-západ se sídlem v Brně. Podařilo se mu ukrývat a vyhýbat se tak zatčení okupanty, léta žil ilegalitě. Během této doby stál v čele zpravodajské skupiny „Alex“ (což bylo krycí jméno gen. Slunečka), která vytvořila i využívala síť informátorů v protektorátních ministerstvech, v ústřednách a v ČTK, a zakládala další odbojové skupiny na venkově a některé slučovala s odbojáři v Praze. Působila i v okresech Mladá Boleslav, Mnichovo Hradiště, Turnov, Semily a Jičín.
Velení Obrany národa bylo gestapem téměř rozbito postupným zatýkáním a popravou mnoha členů, v letech 1939 až 1941 a v roce 1942 po atentátu na protektora R. Heydricha. Ze zbytku velení ON bylo utvořeno v Čechách a na Moravě vojenské hnutí generála Zdeňka Nováka, Slunečko byl jeho zástupcem. Po dalších zatýkáních se Slunečko stal vedoucím této odbojové skupiny a přesunul se do Prahy. Aby se předešlo rušivým zásahům různých politických skupin do vojenského velení a organizace jednotek, bylo dohodnuto, že vojenské velení bude dáno do rukou generála Františka Slunečka. Ten jmenoval generála Kutlvašra velitelem hlavního města a dostal k dispozici všechny podchycené jednotky ve Praze. Slunečkovi se podařilo dojednat se Sověty dvě dodávky zbraní pro připravované povstání výměnou za zpravodajské informace. Po zahájení Pražského povstání se velitelství Alex podřídilo vedení České národní rady (ČNR).

## Pražské povstání
Ráno 5. května 1945 začalo v Praze masové odstraňování německých nápisů a vyvěšování čs. státních vlajek. Od 9 hodin jednalo velitelství Alex, za hodinu generál Slunečko aktivoval pražské vojenské velitelství „Bartoš“ a všem mimopražským jednotkám vydal rozkaz vojensky vystoupit proti okupantům. Byl tedy tím, kdo de facto povstání zahájil. V 11. hodin nařídil pohotovost české policie a následně obsazení rozhlasu, telefonní ústředny, nádraží, hlavní pošty a dalších strategických bodů ve městě. Pražské povstání plně vypuklo při obsazování rozhlasu kolem poledne.
Gen. Slunečko byl také v čele delegace ČNR, která odjela do Českého Brodu (8. května večer), kde byli občané zneklidněni odpoledním německým masakrem revoluční jednotky u Kleček[zdroj?]. V budově gymnázia – na štábu německé armádní skupiny generála Reimanna (disponující asi 80 tisíci vojáků) byla podepsána dílčí německá kapitulační listina. Dokument zavazoval německé jednotky odevzdat těžké zbraně a při ústupu na západ použít komunikace mimo Prahu.
Po svém osvobození z věznice na Pankráci se generál Zdeněk Novák ujal 5. května velení nad všemi jednotkami velitelství Alex a generál Fr. Slunečko se stal jeho zástupcem.

## Po válce

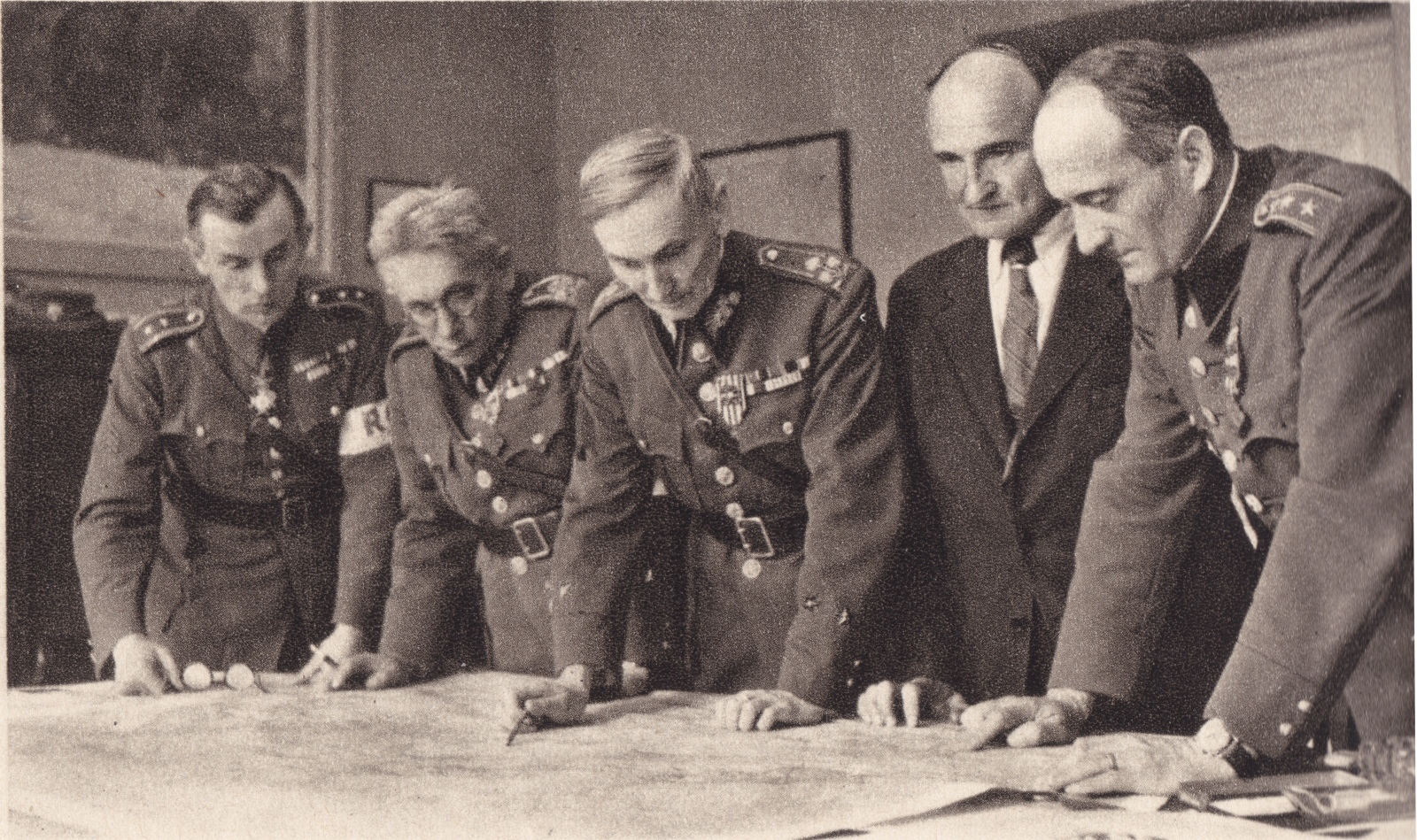
Velitelství "Alex" po Pražském květnovém povstání 1945. Zleva doprava (bez titulů a hodností): Theodor Pokorný; František Slunečko; Zdeněk Novák; Karel Neubert; Raimund Mrázek.

Po skončení všech akcí byla činnost velení Alex ukončena a brigádní generál František Slunečko byl 25. května 1945 ustanoven prozatímním a 28. října 1945 velitelem 1. arm. sboru v Praze a povýšen do hodnosti divizního generála. Po dosažení věkové hranice odešel k 1. červnu 1946 do výslužby. Jako mnoho bývalých důstojníků a odbojářů i on později čelil různým provokacím, obviněním a vyšetřováním. Ačkoliv nebyl za nic odsouzen, po propuštění z vyšetřovací vazby Státního soudu byl v roce 1950 degradován na vojína v záloze a roku 1951 byl nuceně vystěhován z Prahy do Branžeže (okr. Mnichovo Hradiště), a až v době určitého „uvolnění“ komunistického režimu v 60. letech se mohl vrátit.
Po listopadu 1989 byl posmrtně rehabilitován a byla mu vrácena hodnost divizního generála.
Za své zásluhy byl prezidentem republiky Václavem Havlem v roce 1998 vyznamenán in memoriam Řádem Bílého lva – vojenské skupiny, III.tř.